# Ринковий фундаменталізм
Ринковий фундаменталізм, також відомий як фундаменталізм вільного ринку, — це термін, що застосовується для позначеення твердих переконань у здатність нерегульованої політики невтручання держави або капіталістичної політики вільного ринку вирішити більшість економічних та соціальних проблем.  Критики цих переконань часто використовують його як зневажливий вираз. 

## Походження та використання
Палагуммі Сайнат вважає, що цей термін вперше використав журналіст та активіст Джеремі Сібрук .  Цей термін був використаний Джонатаном Бенталлом у редакційній статті журналу Anthropology Today у 1991 році , а також Джоном Ленгмором і Джоном Квіггіном у їхній книзі 1994 року «Праця для всіх  .
За словами економіста Джона Квіггіна, стандартними рисами риторики економічних фундаменталістів є догматичні твердження в поєднанні з твердженням, що кожен, хто дотримується протилежних поглядів, не є справжнім економістом. Однак Козул-Райт у своїй книзі «Стійкий підйом ринкового фундаменталізму» стверджує, що «невідворотність ринкових сил», на якій схильні наголошувати неоліберали та консервативні політики, і їхня впевненість у правильності обраного курсу ґрунтується на «суміші неявних і прихованих припущень, міфів про історію економічного розвитку їхніх власних країн, а також особливих інтересів, замаскованих під риторику про загальне благо». Соціологи Фред Л. Блок і Маргарет Сомерс використовують цей термін, «оскільки він передає квазірелігійну впевненість, яку висловлюють сучасні прихильники ринкового саморегулювання».
Джозеф Стігліц використав цей термін у своєму автобіографічному есе, в якому він отримав Нобелівську премію з економіки, щоб розкритикувати деякі політики Міжнародного валютного фонду, стверджуючи: «У ширшому сенсі, МВФ виступав за низку політик, які зазвичай називають Вашингтонським консенсусом, неоліберальними доктринами або ринковим фундаменталізмом, що ґрунтуються на неправильному розумінні економічної теорії та (яке я вважав) неадекватній інтерпретації історичних даних».
Теорії, які я (та інші) допомагав розробляти, пояснювали, чому необмежені ринки часто не тільки не призводять до соціальної справедливості, але навіть не дають ефективних результатів. Цікаво, що не було жодного інтелектуального виклику для спростування [[невидимої руки]] Адама Сміта: індивіди та фірми, переслідуючи свої власні інтереси, не обов'язково або взагалі не ведуться, ніби невидима рука, до економічної ефективності.

Джозеф Стігліц
Критики політики laissez-faire використовують цей термін для позначення того, що вони вважають хибним переконанням або навмисним обманом, що капіталістичні вільні ринки забезпечують найбільшу можливу справедливість і процвітання, або думкою, що будь-яке втручання в ринковий процес знижує суспільний добробут. Користувачами цього терміну є прихильники інтервенціоністської, змішаної економіки та протекціоністських позицій, а також мільярдери, такі як Джордж Сорос; економісти, такі як нобелівські лауреати Джозеф Стігліц та Пол Кругман; та історик Корнельського університету Едвард Баптист. Сорос вважає, що ринковий фундаменталізм включає в себе віру в те, що найкращі інтереси в даному суспільстві досягаються шляхом дозволу його учасникам переслідувати свої власні фінансові інтереси без будь-яких обмежень або регуляторного нагляду.
Критики стверджують, що в сучасному суспільстві зі світовими конгломератами або навіть просто великими компаніями людина не має захисту від шахрайства чи шкоди, завданої продуктами, які максимізують дохід, накладаючи зовнішні ефекти як на окремого споживача, так і на суспільство в цілому. Історик Едвард Е. Баптист стверджує, що «нестримне панування ринкових сил іноді може посилити існуючі форми гноблення до чогось більш жахливого», наприклад, рабства, і що «ринковий фундаменталізм не завжди забезпечує найкраще рішення для кожної економічної чи соціальної проблеми».